# Lichomolgidium tupuhiae
Lichomolgidium tupuhiae is een eenoogkreeftjessoort uit de familie van de Lichomolgidae. De wetenschappelijke naam van de soort is voor het eerst geldig gepubliceerd in 1975 door Jones J.B..